# Рефугіум

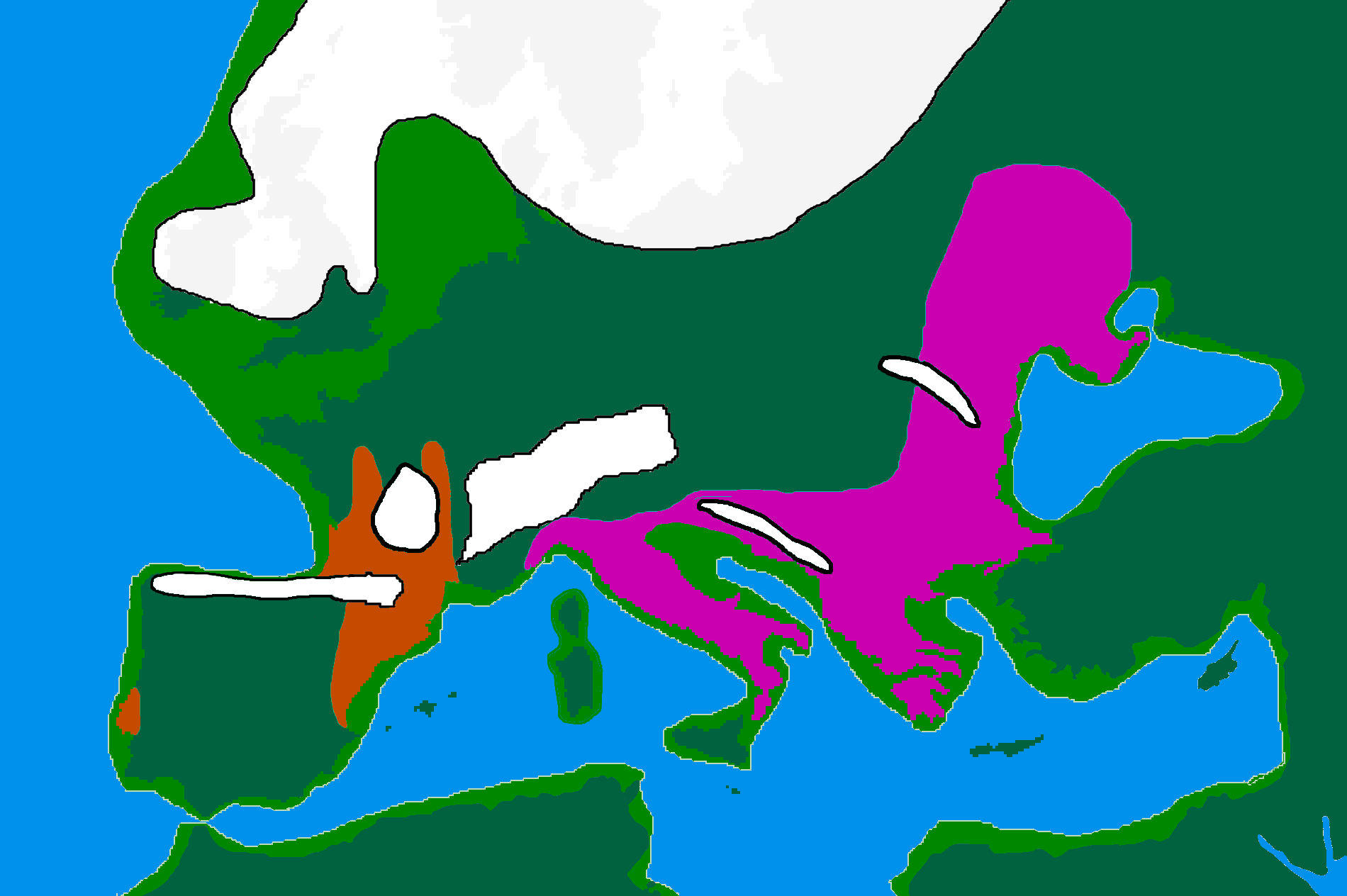
Рефугіум останнього льодовикового максимуму, 20 тис. років тому (солютрей, епіграветт).

Рефугіум, рефугій (лат. Refugium — притулок) — частина суші чи район океану, де певний біологічний вид чи група видів пережили чи переживають умови клімату та середовища існування в несприятливий для них геологічний період. Наприклад, рефугіумами в плейстоцені були регіони на південь від тодішніх льодовиків.
Сучасними прикладами рефугіумів є ареали проживання гірських горил, ізольованих в горах центральної Африки та австралійського морського лева в південній Австралії. Подібні рефугіуми є тимчасовими, хоча інколи певні біологічні види зберігаються лише в невеликих районах і не зустрічаються більше ніде в біосфері.